# Kunice (województwo dolnośląskie)
Kunice (niem. Kunitz) – wieś w Polsce położona w województwie dolnośląskim, w powiecie legnickim, w gminie Kunice przy drodze krajowej nr 94.

## Podział administracyjny
W latach 1954–1972 wieś należała i była siedzibą władz gromady Kunice. W latach 1975–1998 miejscowość administracyjnie należała do województwa legnickiego. Miejscowość jest siedzibą gminy Kunice.

## Położenie
Wieś położona jest około 5 km na północny wschód od miasta Legnicy.

## Demografia
Według Narodowego Spisu Powszechnego (III 2011 r.) Kunice liczyły 1597 mieszkańców. Są największą miejscowością gminy Kunice.

## Rekreacja
Największą atrakcją miejscowości jest Jezioro Kunickie zajmujące obszar 95 ha – obiekt ten służy przede wszystkim do rekreacji. Nad jeziorem odbywają się imprezy i zawody np. windsurfingowe.

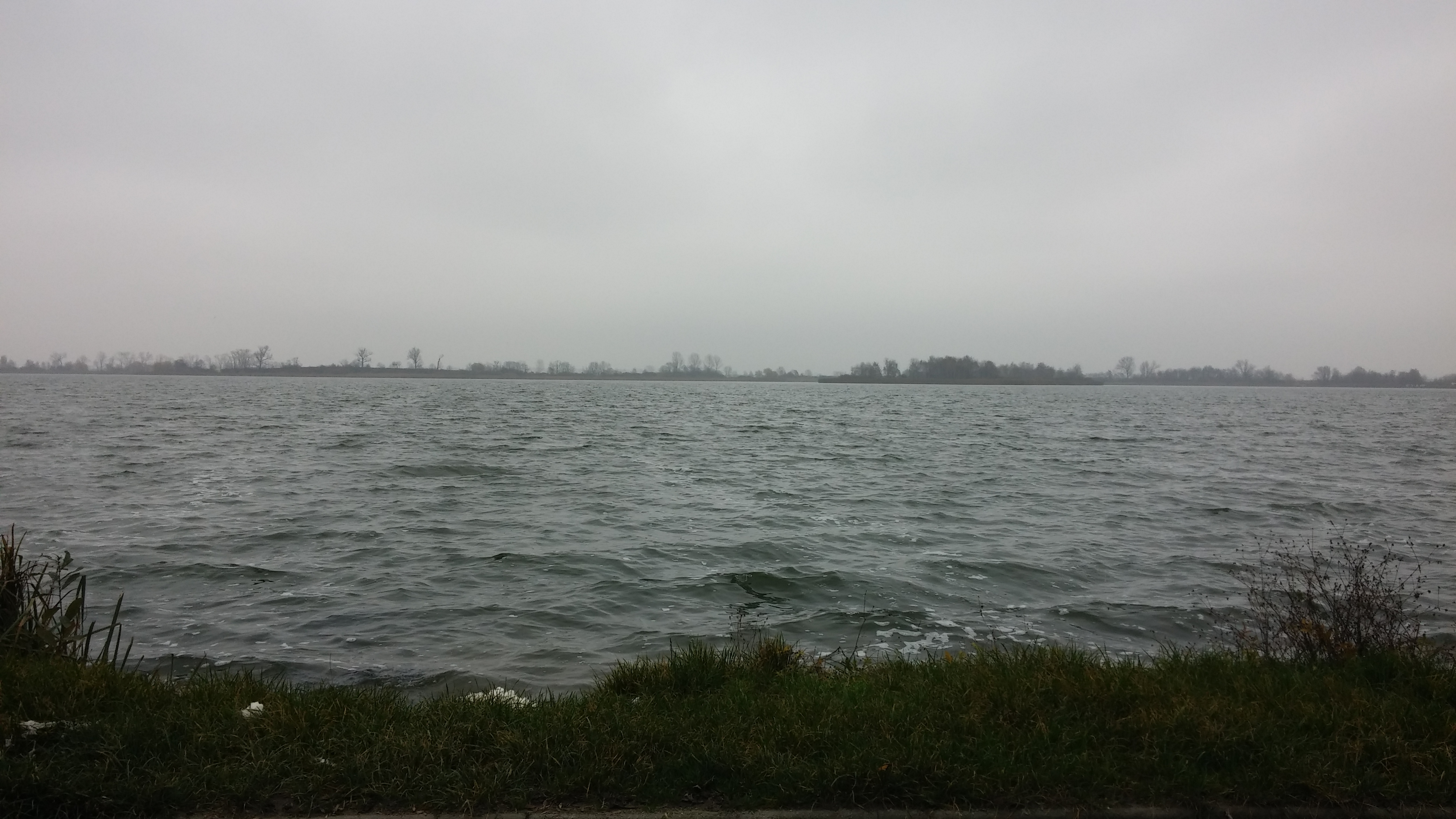
Jezioro w Kunicach

## Zabytki
Do wojewódzkiego rejestru zabytków wpisane są:
- kościół parafialny pw. Najświętszego Serca Pana Jezusa, z około 1500 r., przebudowany w połowie XIX w.
- zespół dworski, z XVI-XX w.
  - dwór
  - spichlerz.

## Transport
W czerwcu 2025 r. otwarto przystanek kolejowy Kunice, położony na linii nr 275 z Wrocławia do Gubina.